# غيرترود بلوم
السويسرية غيرترود «ترودي» دوبي بلوم (الاسم عند الولادة غيرترود إليزابيث لورتشر؛ 7 يوليو 1901 - 23 ديسمبر 1993) صحفية وأنثروبولوجية اجتماعية ومصورة وثائقية قضت نحو خمسة عقود تؤرخ ثقافات المايا في ولاية تشياباس في المكسيك، تحديدًا ثقافة لاكاندون. وأصبحت لاحقًا ناشطة بيئية. منزل بلوم السابق المُسمّى «كاسا نا بولوم» هو اليوم مركز بحثي وثقافي مكرس لحماية ثقافة لاكاندون وغابة لا سيلفا لاكاندونا المطيرة وحفظهما.

## في أوروبا 1901- 1940
ولدت غيرترود بلوم في جبال الألب السويسرية، في مقاطعة برن في سويسرا. نشأت في قرية ويميس، حيث كان والدها أوتو لورتشر وزيرًا، وتأثرت في طفولتها بحكايات الغرب البرية لكارل ماي. بعد نيلها شهادة في البستنة في عام 1918، التحقت بلوم بمدرسة للعمل الاجتماعي في زيوريخ. انضمت هناك إلى الحزب الاشتراكي وطورت اهتمامًا بالصحافة والسياسة. تركت بلوم المدرسة وسافرت عبر أوروبا، فكانت متحدثة ومنظِمة لصالح الحزب الاشتراكي. في عام 1925 تزوجت كورت دوبي (1900-1951). انتهى زواجهما بعد عدة سنوات حين انتقلت بلوم إلى ألمانيا لكتابة التقارير عن أدولف هتلر والوحشية النازية المتنامية في الصحف السويسرية. قادها عملها بصفة منظِمة ومتحدثة وصحفية مناهِضة للفاشية إلى باريس، حيث انضمت إلى الحركة الدولية ضد ألمانيا هتلر. في عام 1939، بعد القبض على بلوم وترحيلها إلى سويسرا، خططت للسفر إلى نيويورك وجمع الأموال للاجئي الحرب، ولكن تغيرت نيتها فجأة وانضمت إلى الهجرة الجماعية للسلاميين والشيوعيين والقيادات العمالية والفنانين واليهود إلى المكسيك بترحيب من الرئيس لازارو كارديناس.

## في المكسيك 1940- 1969
في مكسيكو سيتي، عُينت بلوم بصفة عاملة اجتماعية حكومية لدراسة وإعداد التقارير حول ظروف عمل المرأة المكسيكية. ولاحقًا، خلال دراسة النساء اللواتي قاتلن في صفوف جيش زاباتستا للتحرر الوطني، اشترت بلوم الكاميرا الأولى لها لتساعدها في توثيق عملها. في عام 1943، ونتيجة تأثرها بمغامرات عالم الأنثروبولوجيا الفرنسي جاك سوستيل، الذي قرأت كتابه حول الاستكشاف في الغابة على متن القارب في رحلتها إلى المكسيك، تمكنت بلوم من إقناع وزيرٍ حكومي بالسماح لها بالانضمام إلى بعثة تشياباس للبحث عن شعب المايا المُسمى لاكاندون، وكانت صورهم حينها نادرة وتحوم حولهم أساطير. عزت بلوم لاحقًا قبولها في البعثة الرسمية الأولى الباحثة عن شعب لاكاندون إلى مظهرها الجذاب والكاميرا حول عنقها، وكان مقررًا أن تتوجه البعثة للعمل على ظهور الخيل. لم تمتطِ بلوم ظهر حصان من قبل. 
أصبحت بلوم فارسة خبيرة وصورت شعب لاكاندون وألفت كتابًا عن بعثة 1943، وفوق هذا، وجدت في شعب لاكاندون وغابتهم هواية حياتها. في وقت لاحق من ذلك العام، في بعثة ثانية لزيارة مستوطنة أخرى لشعب لاكاندون، التقت فرانس بلوم، عالم الآثار الدنماركي ورسام الخرائط الذي كان في الغابة يبحث عن أطلال المايا في بونامباك. تعاونا في الكثير من استكشافاتهما في الغابة، شكل هذا التعاون لاحقًا دراسة من مجلدين بعنوان لا سيلفا لاكاندونا. 
في عام 1951، تزوج فرانس وغيرترود بلوم. أرادا أن يكونا أقرب إلى الغابة، فانتقلا من مكسيكو سيتي إلى سان كريستوبال دي لا كاساس في تشياباس. اشتريا فيها ديرًا مهجورًا رمماه وأطلقا عليه اسم كاسا نا بولوم أو منزل الفهد. لتأمين الدعم المادي اللازم للمنزل ودراسات فرانس المتعلقة بالمايا، استقبلت العائلة الضيوف بالأجرة وقدمت وجبات الطعام. بعد ذلك، أصبح كاسا نا بولوم نُزُلًا جذبَ الزوار من جميع أنحاء العالم، وكان من زواره علماء آثار من الجامعات الأمريكية الكبرى وضيوف بارزون منهم دييغو ريفيرا وفرانسوا ميتران وهيلين هيز وهنري كيسنجر. 
على مدى السنوات الاثنتي عشرة التالية، أي حتى وفاة فرانس بلوم في عام 1963، تشارك الزوجان شغفًا بالرحلات الاستكشافية الباحثة عن أطلال المايا. تابعت بلوم تصوير شعب المايا خلال هذه الرحلات التي كانت تعمل في بعضها بأجر بصفة دليل في الغابة للآخرين. لم تكن مهتمة كثيرًا بالجانب التقني للتصوير الفوتوغرافي. رأت بلوم في الكاميرا أداةً لتوثيق الشعب والثقافة في مكان سريع التغير. بمجرد التقاط الصورة، كثيرًا ما كانت بلوم تفقد الاهتمام بتظهيرها أو تنسى ذلك.

## في المكسيك 1970- 1993
في أوائل السبعينيات تغير منحى حياة بلوم مرة أخرى. أقلقتها بشكل متزايد الإزالة الممنهجة للغابة في لا سيلفا لا كاندونا من قبل الحطابين والمهاجرين المستوطنين والصناعة النفطية والحكومة المكسيكية. قررت بلوم التحدث الصريح بالقضية ورأت في ذلك واجبها، وبهذا كانت واحدة من أوائل الناشطين البيئيين في القرن العشرين. جالت وحدها مقدمةً المحاضرات المرفقة بصورها الوثائقية، وسافرت عبر المكسيك والولايات المتحدة وألمانيا وسويسرا لرفع الوعي بآثار تدمير الغابة غير القابلة للتصحيح. كتبت مئات المقالات بلغات ثلاث احتجاجًا على السياسات المكسيكية. ظهرت بلوم في برامج تلفزيونية مكسيكية وضغطت على مسؤولي الحكومة المكسيكية. في عام 1975، في حرم نا بولوم، بدأت بلوم مشروع إيل فيفيرو وهو مشتل أشجار وزع آلاف الأشجار مجانًا بهدف إعادة التحريج. كتبت بلوم في مقالها الغابة تحترق: «إذا واصل البشر إساءة استخدام الكوكب كما نفعل اليوم، فإن الآثار في المستقبل القريب ستكون أسوأ بكثير من الدمار الذي يمكن أن تحدثه أي قنبلة ذرية».
أشرفت بلوم في عام 1983على أول مجموعة منشورة من صورها بعنوان غيرترود بلوم – تُدلي بالشهادة، وهو مشروع رعاه مركز الدراسات الوثائقية بجامعة ديوك. رينا دي لا سيلفا هو فيلم عن حياة بلوم ظهرت فيه شخصيًا، أنتجه روبرت كوزينز في عام 1989. 
توفيت بلوم في عمر 92 عامًا. ودُفنت بجوار فرانس بلوم في مقبرة بلدية سان كريستوبال دي لاس كاساس. في عام 2011، استُخرجت بقايا فرانس وغيرترود بلوم ونُقلت إلى قرية ناها في الغابة في تشياباس حيث أقامت بلوم مخيمًا لسنوات كثيرة. وُضعت رفات الزوجين في النهاية كما أرادا في لا سيلفا لاكاندونا قرب قبر تشان كين فييجو، الزعيم الروحي لشعب لاكاندون الذي اعتبرته بلوم صديقها المقرب. 